# Attilio Monti
Attilio Monti (Ravenna, 8 ottobre 1906 – Cap d'Antibes, 23 dicembre 1994) è stato un imprenditore italiano.
Fondatore della raffineria Sarom (di cui fu presidente), proprietario dell'Eridania, oltre che dei quotidiani Il Resto del Carlino e La Nazione, che oggi appartengono agli eredi (gruppo Monti-Riffeser)

## Biografia

### Origini
Figlio di Anita e Giuseppe, Attilio Monti nacque in una famiglia di modeste condizioni economiche: il padre faceva il fabbro. Iniziò a lavorare giovanissimo come rappresentante di lubrificanti nelle campagne romagnole: riforniva commercianti e officine di benzina, nafta e olii lubrificanti. Alla fine degli anni venti assunse la rappresentanza dell'Agip per la provincia di Bologna. Non riuscendo invece a diventare agente Agip per Ravenna e Forlì, accettò di lavorare per la «Petrolifera Italo Rumena» della famiglia Ottolenghi, che aveva sede nel capoluogo ravennate, divenendo nel 1938 rappresentate dell'APIR per la Romagna.
Da giovane, Monti fu legato da una stretta amicizia con il concittadino Ettore Muti (1902-1943). L’amicizia tra i due fu cementata dalla comune adesione al fascismo. Dopo la morte di Muti, ucciso in circostanze misteriose a Fregene, sul litorale romano, il 25 agosto 1943, Monti si fece carico del mantenimento della vedova, Fernanda Mazzotti, e della figlia con un vitalizio.
Nel 1940 Monti realizzò sulla costa adriatica ravennate, nell'area di Porto Corsini, un grande deposito per lo stoccaggio del greggio. Nonostante le distruzioni della Seconda guerra mondiale, alla fine degli anni 1940 il deposito aveva ripreso completamente la propria attività. Monti creò una nuova società, il Gruppo Italiano Petrolifero, per la sua gestione. Nel 1950 costruì lungo la banchina destra del canale Candiano, una raffineria di petrolio, su progetti dell'architetto Melchiorre Bega (per la struttura) e dell'ingegnere Giorgio Kaftal (per gli impianti tecnici). In maggio nasceva la società di gestione della raffineria, la SAROM («Società azionaria raffinazione olii minerali»). Già l'anno dopo Monti ottenne la concessione che gli consentì d'importare carburante direttamente dai paesi produttori. Alla fine del 1951 la SAROM era già in piena attività, arrivando a raffinare 2200 tonnellate di greggio al giorno. Fu con la Sarom che Monti iniziò la sua ascesa nel mondo petrolifero e finanziario internazionale. 
Alla metà degli anni cinquanta era, con Angelo Moratti ed Edoardo Garrone (fondatore della ERG), uno dei tre imprenditori che controlla il mercato nazionale dei carburanti. Nel 1956, quando fu nominato Cavaliere del lavoro, fu il più giovane cavaliere del lavoro d'Italia.
Nel 1954 acquisì la società calcistica della sua città, il Ravenna Football Club, con l'intenzione di portarlo dalle serie inferiori fino alla Serie B. Nel 1958 la società, rinominata «Sarom Unione Sportiva Ravenna», fu vicinissima al raggiungimento dell'obiettivo, finendo terza ad un punto dalla seconda classificata (le prime due furono promosse in Serie B). Nel 1964 Monti cedette la società.

### Costituzione del gruppo Monti
Nel 1957 Attilio Monti si assicurò un contratto di esclusiva con la British Petroleum per la raffinazione di tutto il greggio destinato dalla società britannica al mercato italiano (Monti, in cambio, nel 1958 cedette la sua rete di distributori di benzina). Assurse così a una posizione di assoluto rilievo nel mercato dei prodotti petroliferi. A Milano Monti fece realizzare un grattacielo di 30 piani, tra i più alti della città (la Torre Galfa), per gli uffici delle proprie aziende. Nel settembre del 1966 il suo gruppo industriale acquisì in Borsa il controllo della Società Industrie Agricole Ligure Lombarda, rilevandola dai suoi storici proprietari.
La società era proprietaria non solo dell'Eridania, la più grande industria saccarifera nazionale, ma anche della S.A Poligrafici "Il Resto del Carlino" (oggi Poligrafici Editoriale), che pubblicava i quotidiani d'informazione Il Resto del Carlino (Bologna) e La Nazione (Firenze), nonché il quotidiano sportivo bolognese Stadio. Alle tre testate del nascente impero editoriale si aggiunsero in seguito il quotidiano Il Telegrafo di Livorno e, nel 1969, il quotidiano romano Il Giornale d'Italia, acquistato da Confindustria (che però fu chiuso nel 1976 dopo soli sette anni di gestione).
Quando nel 1979 Monti dovette cedere l'Eridania ai Ferruzzi, la Poligrafici fu esclusa dall'accordo ed i quotidiani rimasero di sua proprietà.

### Difficoltà e cessioni
Nell'autunno del 1973 il gruppo Monti acquistò dalla British Petroleum la sua rete di distributori di benzina (ribattezzandoli con il nuovo marchio "Mach") e le raffinerie di Volpiano e di Porto Marghera, offrendo 20 miliardi di lire in più dei 100 offerti dall'Eni. Questa acquisizione però segnò per la Sarom l'inizio della parabola discendente poiché, a causa della crisi petrolifera conseguente alla guerra dello Yom Kippur il prezzo del petrolio salì alle stelle e le raffinerie italiane ben presto si trovarono a soffrire di un eccesso di capacità produttiva, cosa che mise in serie difficoltà finanziarie il gruppo Monti. Nello stesso anno il governo italiano decise il razionamento dell'energia. Furono bloccate le forniture di greggio agli imprenditori privati. Monti dovette spegnere gli impianti di Gaeta, Milazzo e anche di Ravenna. Volle aiutare comunque la sua città mettendo a disposizione del Comune il kerosene ancora depositato alla Sarom.
In crisi di liquidità, nel 1979 Monti decise di vendere l'Eridania al gruppo Ferruzzi. Nel 1981 la Sarom, che possedeva le raffinerie di Ravenna, Milazzo, Gaeta, Volpiano e Porto Marghera fu ceduta al prezzo simbolico di una lira all'ENI, che si accollò gli oltre 500 miliardi di lire di debiti della società. La rete di distributori Mach fu divisa tra le allora controllate del gruppo ENI, Agip e IP, e la francese Elf.
Anche la Torre Galfa venne venduta: fu acquistata dalla Banca Popolare di Milano. Monti rimase però proprietario dei quotidiani, ed anzi, nel 1984, fu in lizza per l'acquisto del Corriere della Sera dalla liquidazione del Banco Ambrosiano, ed acquistò Il Piccolo di Trieste. In seguito dovette chiudere Il Telegrafo, ma rimase comunque proprietario di un consistente gruppo di testate giornalistiche.

## L'eredità
Attilio Monti ebbe una sola figlia, Maria Luisa Monti, che sposò Bruno Riffeser. Nel 1976, alla morte di Bruno Riffeser, le redini del gruppo (rinominato per l'appunto Monti-Riffeser, da cui Monrif, società finanziaria quotata in Borsa) sono così passate al nipote Andrea Riffeser.